# Біґелов (Міннесота)
Біґелов (англ. Bigelow) — місто (англ. city) в США, в окрузі Ноблс штату Міннесота. Населення — 227 осіб (2020).

## Географія
Біґелов розташований за координатами 43°30′20″ пн. ш. 95°41′21″ зх. д. / 43.50556° пн. ш. 95.68917° зх. д. (43.505613, -95.689155).  За даними Бюро перепису населення США в 2010 році місто мало площу 1,05 км², уся площа — суходіл. В 2017 році площа становила 0,97 км², уся площа — суходіл.

## Демографія
Згідно з переписом 2010 року, у місті мешкало 235 осіб у 88 домогосподарствах у складі 59 родин. Густота населення становила 225 осіб/км².  Було 97 помешкань (93/км²).
Расовий склад населення:
| - 87,7 % — білих - 0,4 % — корінних американців - 11,5 % — осіб інших рас |

До двох чи більше рас належало 0,4 %. Частка іспаномовних становила 20,0 % від усіх жителів.
За віковим діапазоном населення розподілялося таким чином: 26,4 % — особи молодші 18 років, 60,0 % — особи у віці 18—64 років, 13,6 % — особи у віці 65 років та старші. Медіана віку мешканця становила 34,5 року. На 100 осіб жіночої статі у місті припадало 106,1 чоловіків;  на 100 жінок у віці від 18 років та старших — 113,6 чоловіків також старших 18 років.
Середній дохід на одне домашнє господарство  становив 61 217 доларів США (медіана — 54 107), а середній дохід на одну сім'ю — 74 320 доларів (медіана — 66 964). Медіана доходів становила 41 250 доларів для чоловіків та 37 500 доларів для жінок. За межею бідності перебувало 10,7 % осіб, у тому числі 0,0 % дітей у віці до 18 років та 14,3 % осіб у віці 65 років та старших.
Цивільне працевлаштоване населення становило 118 осіб. Основні галузі зайнятості: виробництво — 30,5 %, освіта, охорона здоров'я та соціальна допомога — 19,5 %, будівництво — 13,6 %.